# Pyrischius
Pyrischius is een geslacht van kevers uit de familie  
kniptorren (Elateridae).
Het geslacht is voor het eerst wetenschappelijk beschreven in 1921 door Hyslop.

## Soorten
Het geslacht omvat de volgende soorten:
- Pyrischius biplagiatus (Janson, 1882)
- Pyrischius gerstaeckeri (Candèze, 1857)
- Pyrischius haagi (Champion, 1895)